# Laxtjärnen (Arjeplogs socken, Lappland, 736072-156064)
Laxtjärnen är en sjö i Arjeplogs kommun i Lappland och ingår i Skellefteälvens huvudavrinningsområde. Sjön har en area på 0,0875 kvadratkilometer och ligger 525 meter över havet. Sjön avvattnas av vattendraget Esmebäcken.

## Delavrinningsområde
Laxtjärnen ingår i det delavrinningsområde (735846-156251) som SMHI kallar för Inloppet i Årjeb Issmejaure. Medelhöjden är 502 meter över havet och ytan är 13,69 kvadratkilometer. Det finns inga avrinningsområden uppströms utan avrinningsområdet är högsta punkten. Esmebäcken som avvattnar avrinningsområdet har biflödesordning 3, vilket innebär att vattnet flödar genom totalt 3 vattendrag innan det når havet efter 306 kilometer. Avrinningsområdet består mestadels av skog (92 procent). Avrinningsområdet har 0,95 kvadratkilometer vattenytor vilket ger det en sjöprocent på 7 procent.